# Dorcadion danilevskyi
Dorcadion danilevskyi är en skalbaggsart som beskrevs av Vladimir Gdalovich Dolin och Ovtshenko 1999. Dorcadion danilevskyi ingår i släktet Dorcadion och familjen långhorningar. Inga underarter finns listade i Catalogue of Life.